# Dokumentationszentrum NS-Zwangsarbeit

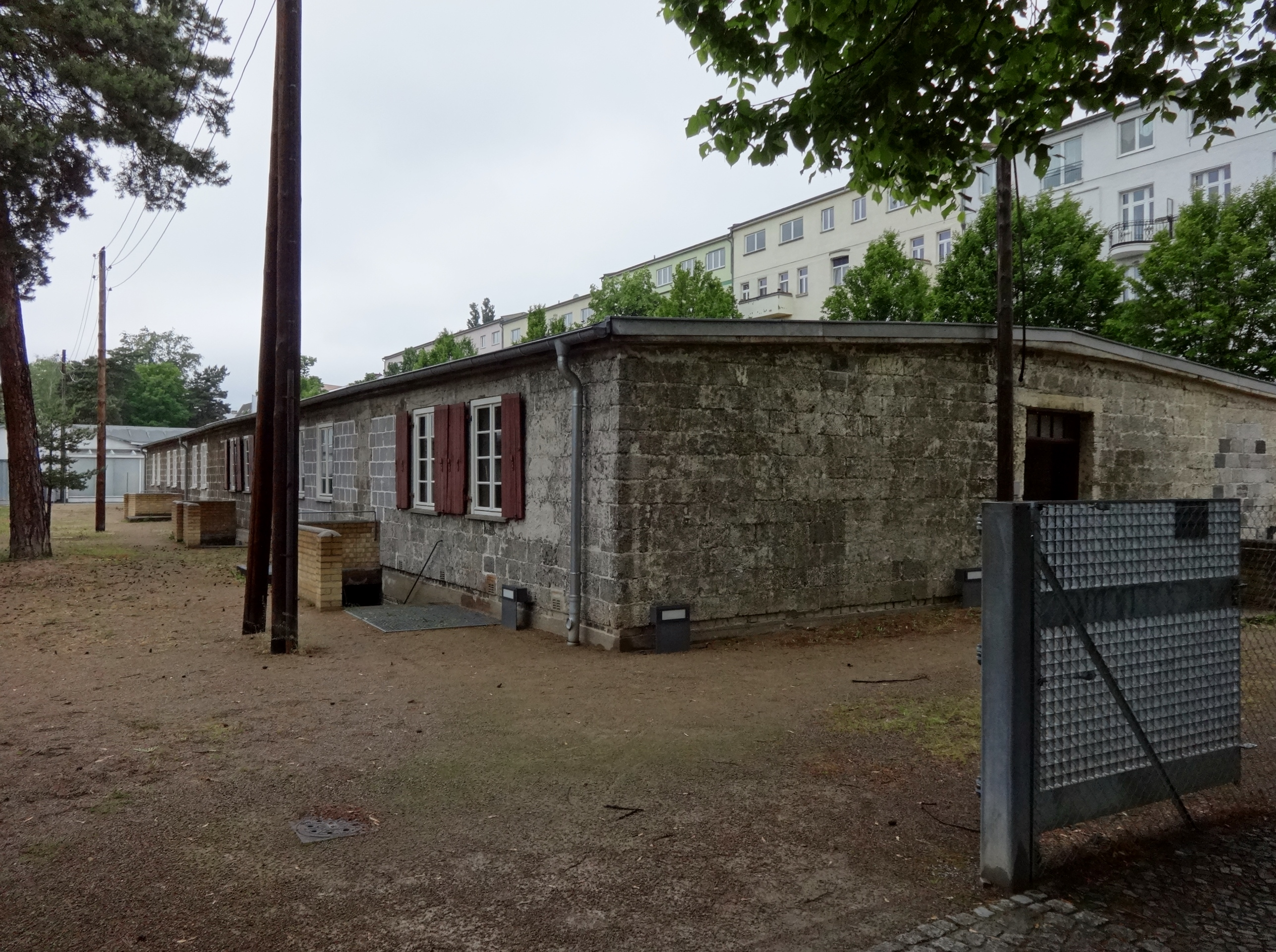
Denkmalgeschützte Baracke

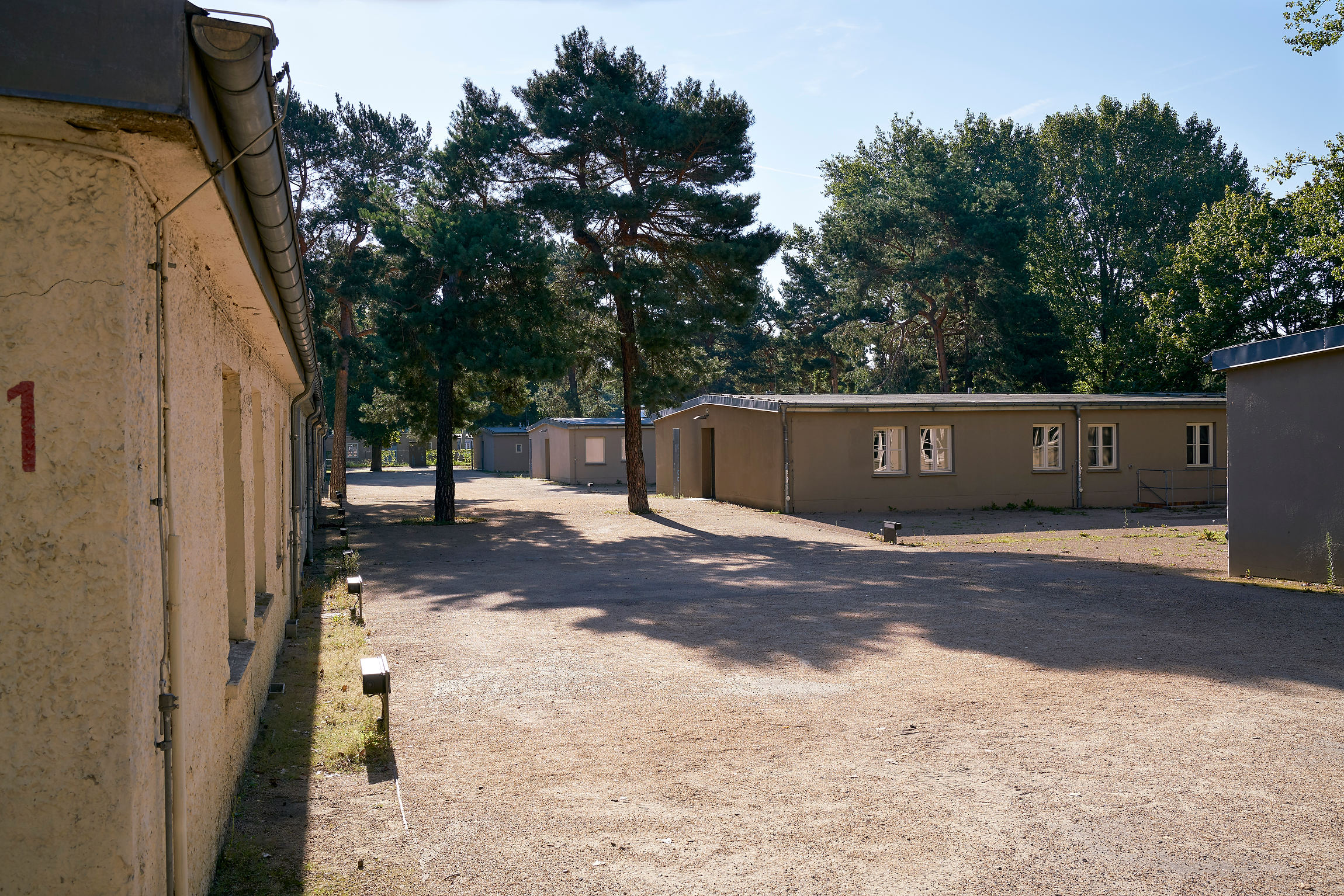
Baracken des Dokumentationszentrums NS-Zwangsarbeit, 2017

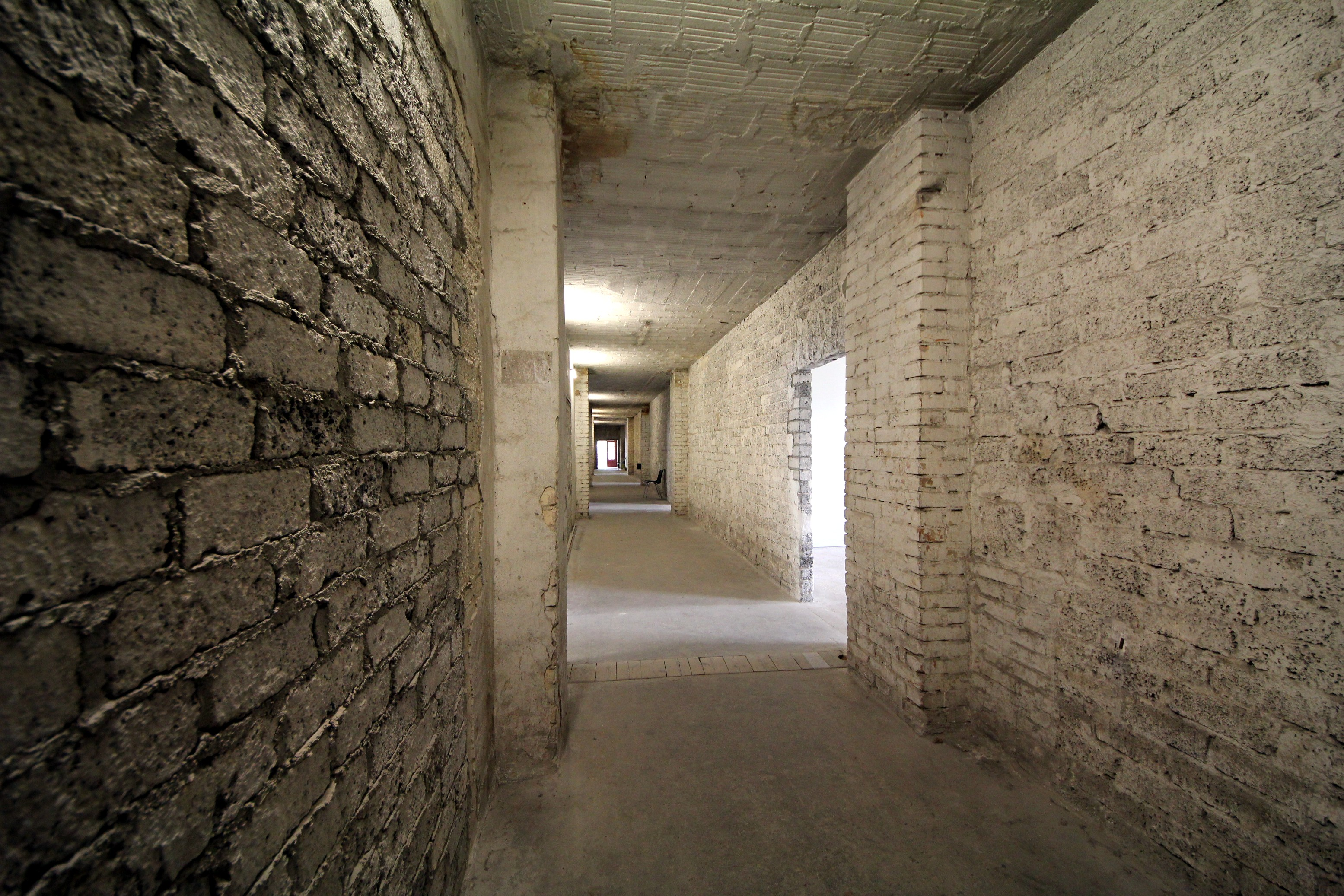
Innenansicht Baracke 13, 2011

Das Dokumentationszentrum NS-Zwangsarbeit befindet sich im Berliner Ortsteil Niederschöneweide im Bezirk Treptow-Köpenick. Es dokumentiert die Lebenssituation der Zwangsarbeiter in der Zeit des Nationalsozialismus. Bis zur Eröffnung des Museums Zwangsarbeit im Nationalsozialismus in Weimar 2024 war es das einzige seiner Art in Deutschland.

## Geschichte
Das rund 32.000 m² große Gelände zwischen der Britzer, Köllnischen und Rudower Straße gehörte Anfang des 20. Jahrhunderts zum größten Teil der Deutschen Reichsbahn. Es war mit Kiefern bewachsen und diente den Anwohnern als Naherholungsgebiet. Ein weitaus kleineres Stück, rund 1.000 m², befand sich im Besitz der beiden jüdischen Brüder Kurt und Willy Mannheimer. 1939 sollte auf dem Areal zunächst ein Heim der Hitlerjugend entstehen. Auf Grund der angrenzenden dichten Wohnbebauung nahm man jedoch von dieser Überlegung wieder Abstand. Im Juli 1939 plante die GEHAG den Bau von Zweiraumwohnungen, doch auch dieser Plan wurde trotz einer Freigabe des Bauplatzes nicht umgesetzt. Stattdessen enteignete man die Brüder Mannheimer und deren Eckgrundstück an der Britzer/Köllnischen Straße gelangte im Juni 1942 an die Vermögensverwaltung des Landes. Durch die fortschreitenden Kriegshandlungen gab es nun andere Pläne für das Waldstück. 1943 begannen die Planungen für den Bau eines Wohnlagers. Es sollte aus 13 symmetrisch angelegten Steinbaracken bestehen und Platz für über 2000 ausländische Zwangsarbeiter bieten. Durch den dichten Baumbewuchs, von denen einige Kiefern heute noch erhalten sind, erhoffte man sich einen gewissen Schutz gegen Luftangriffe. Außerdem wurden die Baracken aus Stein und nicht wie zuvor üblich aus Holz hergestellt. Einige erhielten einen Luftschutzbunker, obwohl dies nach den geltenden Richtlinien nicht zulässig war. Geplant wurde es unter der Bezeichnung ‚Lager 75/76‘ vom Generalbauinspektor für die Reichshauptstadt Albert Speer und der ihm unterstellten Behörde. Die Bezeichnung 75/76 zeigt an, dass es streng genommen zwei Lagerbauten sind, die über das mittlere Versorgungsgebäude miteinander verbunden waren. Architekt war Hans Freese, seinerzeit Ordinarius an der Technischen Hochschule in Charlottenburg und später Rektor der Technischen Universität Berlin.
In sechs Baracken des ‚Italienerlagers‘ lebten rund 500 italienische Militärinternierte und Zivilarbeiter, daneben vermutlich auch „Ostarbeiter“. In der anderen Hälfte des Doppellagers dienten zwei Baracken zeitweise als KZ-Außenlager für weibliche Häftlinge, die bei der Batteriefabrik Pertrix (VARTA) arbeiten mussten.
Nach dem Zweiten Weltkrieg wurde das Lagerareal kurzzeitig von der Roten Armee benutzt. Später zog unter anderem ein Seruminstitut (1946) der DDR in den westlichen Bereich an der Britzer Straße ein. Eine Baracke wurde abgerissen, weitere wurden unterschiedlichen Zwecken zugeführt. Nach der Wende brachen große Teile der umliegenden Industrieunternehmen zusammen und wurden abgewickelt. Dadurch stellte sich für den Bezirk die Frage, wie das Gebiet künftig angesichts der fortschreitenden Deindustrialisierung städtebaulich entwickelt werden sollte. 1993 wurde bei sanierungsvorbereitenden Untersuchungen ermittelt, dass sich dort in Niederschöneweide die weitgehend erhaltenen Überreste eines Zwangsarbeiterlagers aus der NS-Zeit befinden. 1995 fand eine erste Open-Air-Ausstellung auf dem Gelände statt. Verschiedene Initiativen und Einzelpersonen setzten sich seitdem für die Errichtung eines Dokumentations- und Gedenkortes ein. Seit 2004 sind sie im Förderverein Dokumentationszentrum NS-Zwangsarbeit zusammengeschlossen. Ab 2006 ist das Dokumentationszentrum NS-Zwangsarbeit eine Abteilung der Stiftung Topographie des Terrors in gemeinsamer Trägerschaft des Landes Berlin und der Bundesrepublik Deutschland. In der östlichen Lagerhälfte an der Köllnischen Straße befanden sich im Jahr 2014 unter anderem eine Physiotherapie mit Sauna, eine Kita und ein Kegelverein.

## Gedenkstätte

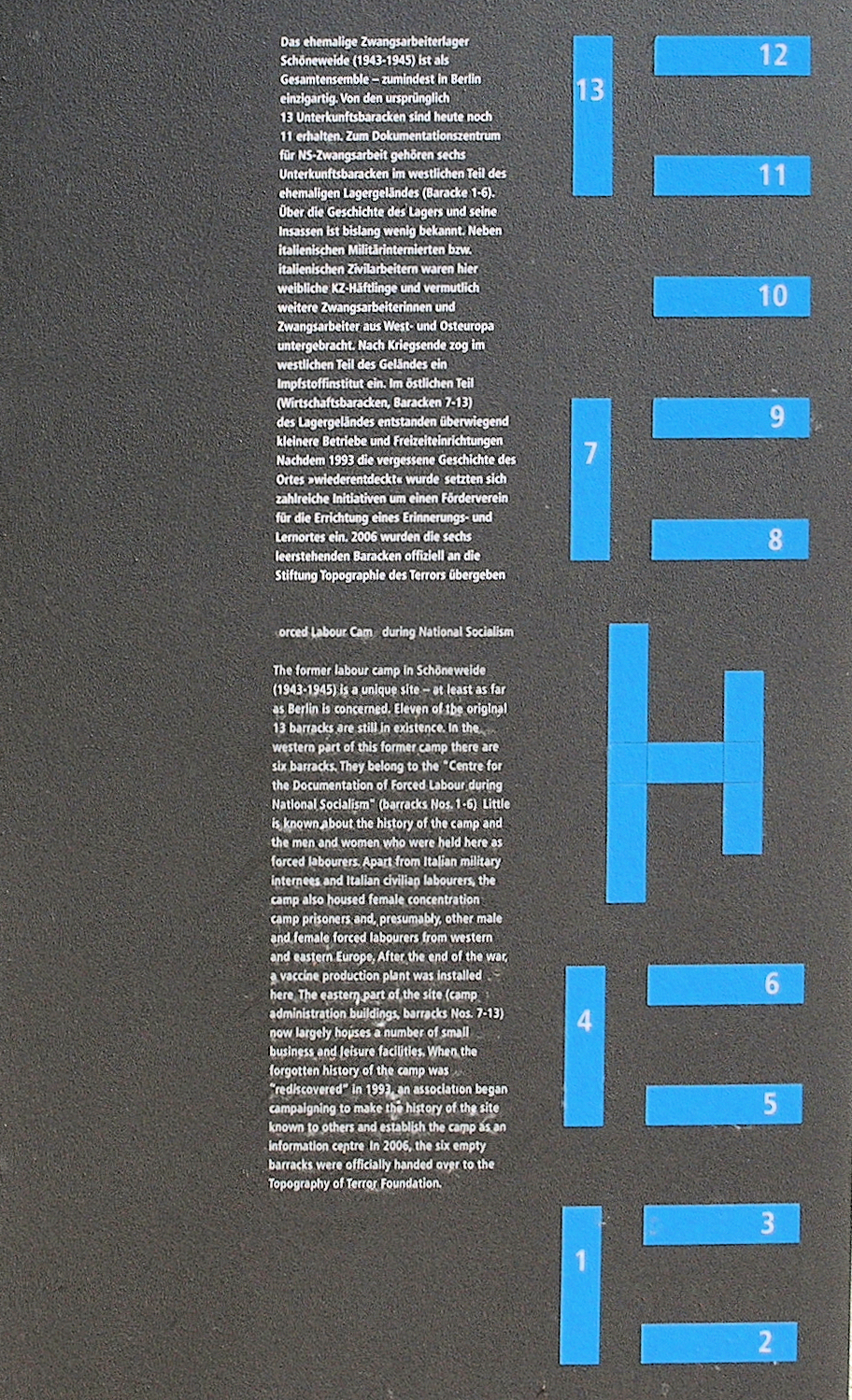
Gedenktafel des Dokumentationszentrums

Seit Juli 2001 war die Anlage mit einer Gedenktafel markiert. Als letztes von rund 3000 Berliner Zwangsarbeiter-Unterkünften steht das gesamte 3,3 Hektar große Ensemble seit 1995 unter Denkmalschutz.
Seit April 2005 betreut die Stiftung Topographie des Terrors das Projekt. Im Rahmen des Gedenkstättenkonzepts wurden sechs der heute noch elf vorhandenen Baracken baulich gesichert. Zwei davon wurden als Vortrags-, Ausstellungs- und Seminarräume sowie als Bibliothek und Archiv ausgebaut. Die Schlüsselübergabe für das Dokumentationszentrum NS-Zwangsarbeit in Berlin-Schöneweide am 24. August 2006 war der Beginn für eine kontinuierliche und intensive Aufbereitung und Darstellung von Fakten zum Thema Zwangsarbeit an diesem authentischen Ort. Neben wechselnden Ausstellungen finden in den Räumlichkeiten seitdem unter anderem Vorträge, Lesungen und Zeitzeugengespräche statt. Das Dokumentationszentrum leitet die Historikerin Christine Glauning.
Am 30. August 2010 wurde die sogenannte ‚Baracke 13‘ der Öffentlichkeit übergeben. Sie markiert den östlichen Rand des Lagergeländes. Sie wurde 1943 als eines der ersten Gebäude errichtet. In ihr sind, insbesondere im Luftschutzbunker, noch viele Originalspuren, u. a. Inschriften früherer Insassen, erhalten. Von außen ist teilweise noch der grüne Tarnanstrich sichtbar. Die unverputzten Mauersteine, der Wasch- sowie der Toilettenraum sind ebenfalls noch im Original erhalten geblieben. In einem der Räume befindet sich der Waschbrunnen aus Baracke 4. Die Einrichtung aus Holz ist nicht mehr vorhanden. Zeitzeugen zufolge bestand sie aus neun Etagenbetten, neun Doppelschränken, einem Tisch, einigen Gartenstühlen, einem Gusseisenofen sowie einem Eimer. Als Beleuchtung diente eine spärliche Glühlampe. Diese Baracke wurde nach dem Zweiten Weltkrieg als Materiallager sowie für unterschiedliche Werkstätten genutzt. Zeitweilig unterhielt der VEB Kühlautomat Berlin dort eine Ausbildungswerkstatt. Seit 2003 lagerten dort Antiquitäten und Baustoffe. Im Erdgeschoss riss man zwar einige Trennwände heraus, diese wurden jedoch bei der Instandsetzung wieder eingezogen. Spalten zwischen der Trennwand und dem ursprünglichen Gebäude zeigen, dass es sich nicht um die originalen Wände handelt. Als behutsam unter Beachtung denkmalpflegerischer Anforderungen instandgesetztes Architekturzeugnis ergänzt die Baracke den pädagogischen und gesellschaftspolitischen Auftrag des Dokumentationszentrums NS-Zwangsarbeit. Die Eröffnung fand unter Teilnahme diplomatischer Vertreter Italiens und Polens sowie eines ehemaligen polnischen Zwangsarbeiters, der 1944/1945 in der nahe gelegenen S-Bahn-Hauptwerkstatt arbeiten musste, statt.
Die Baracken 5 und 6 wurden nach einer Spende der Familie Quandt zu einer internationalen Jugendbegegnungsstätte mit mehreren Seminarräumen, einer neuen Bibliothek, einem Veranstaltungsraum und Platz für Sonderausstellungen umgebaut.
Die Baracke 4 wurde mit Finanzierung des Auswärtigen Amtes teilausgebaut, um hier eine Dauerausstellung zum Schicksal der italienischen Militärinternierten zu zeigen.

## Dauerausstellungen
Am 8. Mai 2013 wurde in der Baracke Nr. 2 die erste Dauerausstellung „Alltag Zwangsarbeit 1938–1945“ eröffnet. Am 28. November 2016 eröffnete die zweite Dauerausstellung „Zwischen allen Stühlen. Die Geschichte der italienischen Militärinternierten 1943–1945“.

### Alltag Zwangsarbeit 1939–1945
Die Dauerausstellung „Alltag Zwangsarbeit 1938–1945“ präsentiert die Geschichte der Zwangsarbeit während des Nationalsozialismus als allgegenwärtiges Massenphänomen. Sie zeigt den Alltag der zur Arbeit verschleppten Männer, Frauen und Kinder – im Lager, bei der Arbeit und im Kontakt mit Deutschen. Sie veranschaulicht, wie sehr das Leben der Zwangsarbeiter geprägt war von der rassistischen Hierarchie des NS-Regimes.

### Zwischen allen Stühlen. Die Geschichte der italienischen Militärinternierten 1943–1945
Im Zweiten Weltkrieg waren NS-Deutschland und das faschistische Italien zunächst Bündnispartner in der „Achse Berlin-Rom“. Mit dem Waffenstillstand von Cassibile vom 8. September 1943 trat Italien aus dem Bündnis aus. Die deutsche Wehrmacht nahm daraufhin die italienischen Soldaten und Offiziere gefangen. Etwa 650.000 Italiener wurden in das Deutsche Reich und in die besetzten Gebiete transportiert. Mit der Gründung der Repubblica Sociale Italiana (RSI) 1944 wurden die Gefangenen zu „Militärinternierten“ erklärt. So konnten sie trotz des neuen faschistischen Bündnisses und ohne Rücksicht auf das Völkerrecht als Zwangsarbeiter in der Rüstung eingesetzt werden. Die Dauerausstellung erzählt die Geschichte der italienischen Militärinternierten. Sie spannt den Bogen von der deutsch-italienischen Bündnispartnerschaft im Zweiten Weltkrieg bis zur Aufarbeitung des Themas in der Gegenwart. Die einzelnen Kapitel widmen sich zentralen Aspekten von Gefangennahme, Transport, Zwangsarbeit, Kriegsende und Erinnerung.

## Sonderausstellungen

### Eine Geschichte von Vertreibung und Überleben. Holocaust und Zwangsarbeit in Galizien
30. August 2019 – 2. Februar 2020
Vor 80 Jahren, am 1. September 1939, begann mit dem deutschen Überfall auf Polen der Zweite Weltkrieg. Im Distrikt Galizien, der zuerst sowjetisch und ab 1941 deutsch besetzt war, lebten über 500.000 Juden. Fast alle wurden von den Deutschen ermordet. Die Ausstellung zeigt die deutsche Besatzungspolitik gegenüber der jüdischen Bevölkerung in Galizien: einzelne Pogrome, die Bildung von Ghettos, Verschleppung in das Vernichtungslager Bełżec sowie Zwangsarbeit in Lagern. Dort beuteten die Deutschen die jüdischen Arbeitskräfte aus, Tausende kamen bei der Arbeit ums Leben – zugleich konnte ein Arbeitsplatz zeitweise vor der Deportation in den Tod schützen. Die Darstellung folgt dem Schicksal des Holocaust-Überlebenden Józef Lipman und den Rettungsversuchen einzelner Helfer, insbesondere von Berthold und Else Beitz sowie von Donata und Eberhard Helmrich. Sie konnten einige Menschen vor dem Tod bewahren.
Für das Dokumentationszentrum NS-Zwangsarbeit wurde die Wanderausstellung um einige Aspekte erweitert, die den Zusammenhang zwischen Holocaust und Zwangsarbeit in Galizien vertiefen. Eine Ausstellung der Aktion Sühnezeichen Friedensdienste und der israelischen Organisation Drohobycz-Boryslaw.

### GE-SCHICHTE_N. Eine partizipative Installation von Jolanda Todt
21. August 2019 – 29. September 2019
Die Installation GE-SCHICHTE_N der Künstlerin Jolanda Todt lädt Besucher ein, sich mit der deutschen Besatzung in Polen 1939–1945 zu befassen – Geschichte buchstäblich anzufassen. Das Kunstwerk besteht aus 60 Betontafeln, auf die verschiedene Materialien aufgetragen sind: moderne Fotografien, historische Dokumente sowie Auszüge aus einem Zeitzeugeninterview. Jede Betonplatte eröffnet einen anderen Zugang zur Geschichte. Die Bruchstücke können sich mit individuellem Vorwissen und Assoziationen verbinden. Nur durch genaues Analysieren der Materialien erfahren die Besucher, dass sich in der ausgebreiteten Geschichte auch eine persönliche Geschichte verbirgt. Umso mehr sich die Besucher mit dem Material auseinandersetzen, desto enger wird der Rahmen innerhalb dessen die Informationen gedeutet werden können.

### Verlorenes Gedächtnis. Orte der NS-Zwangsarbeit in der Tschechischen Republik
16. Mai 2019 – 18. August 2019
Vor 80 Jahren, im März 1939, besetzten deutsche Truppen Tschechien. Das so genannte Sudetenland hatte das Deutsche Reich bereits 1938 annektiert. 400.000 Tschechen wurden zur Zwangsarbeit nach Deutschland verschleppt. Zugleich errichtete das NS-Regime im besetzten Gebiet zahlreiche Zwangsarbeitslager. Die Ausstellung zeigt 18 Orte der NS-Zwangsarbeit auf tschechischem Boden, darunter das Ghetto Theresienstadt, das KZ-Außenlager Leitmeritz und einen Rüstungsbetrieb in Prag. Zwangsarbeit wird in ihrer gesamten Breite dargestellt: als Teil des Holocaust, des KZ-Systems, der Ermordung von Sinti und Roma sowie der Ausbeutung von Zivilisten und Kriegsgefangenen. Die Ausstellung beschreibt die Orte anhand historischer Fotografien und Objekte, Zeitzeugenaussagen sowie aktueller Bilder.

### Philibert und Fifi. Karikaturen und Zeichnungen eines französischen Zwangsarbeiters
23. November 2018 – 28. April 2019
Bereits vor seiner Deportation nach Deutschland setzte sich der französische Künstler Philibert Charrin (1920–2007) in seinen Karikaturen mit dem Nationalsozialismus auseinander: Hitler zeichnete er als Kriegstreiber, Goebbels als Großmaul. Im April 1943 schickte ihn die französische Vichy-Regierung zwangsweise ins Deutsche Reich, um in Österreich in der Nähe von Graz als Erdarbeiter Zwangsarbeit zu leisten. Mithilfe seiner Zeichnungen setzte Charrin sich humoristisch mit der Arbeit, den Österreichern und den anderen Zwangsarbeitern auseinander – stets begleitet durch das Strichmännchen „Fifi“, das auf fast allen Zeichnungen zu finden ist. Viele seiner Karikaturen verhöhnen die angeblichen „Herrenmenschen“ oder verweisen auf Widerstand und Sabotage durch die Zwangsarbeiter. Ein Teil der Zeichnungen stellt deren Alltag und Lebensumstände dar. Dabei sind diese Aussagen meist durch geschickte Darstellung oder Sprachwitz verschlüsselt. Allen Zeichnungen gemeinsam ist der Humor, mit dem Charrin jene Zeit trotz der harten Lebensbedingungen abbildet. Die Ausstellung gehört zum NS-Dokumentationszentrum der Stadt Köln.

### Batterien für die Wehrmacht. Zwangsarbeit bei Pertrix 1939–1945
13. November 2015 – 28. Oktober 2018
Die Pertrix, eine Tochterfirma der zum Quandt-Konzern gehörenden AFA (Akkumulatorenfabrik AG), stellte Trockenbatterien und Taschenlampen für die Wehrmacht her und lieferte Zünderbatterien für Kampfflugzeuge an die Luftwaffe. Batterien waren ein zentrales Produkt der Kriegsindustrie und eine der wichtigsten Einnahmequellen des Quandt-Konzerns. Im Laufe des Krieges beschäftigte die Pertrix alle Zwangsarbeitergruppen: Berliner Juden im geschlossenen Arbeitseinsatz, Kriegsgefangene und italienische Militärinternierte, westeuropäische Zivilarbeiter, Ostarbeiter, Polen, KZ-Häftlinge. Nach der Dokumentenlage waren rund 2000 Personen aus 16 Nationen bei Pertrix eingesetzt, die meisten von ihnen waren Frauen. In der Ausstellung wird die Rolle der Firma in der deutschen Rüstungsindustrie und innerhalb des Konzerns beleuchtet. Anhand von Originalobjekten und Zeitzeugeninterviews wird von der gefährlichen Arbeit in der Batteriefabrik berichtet.

### Zwangsarbeit in Berlin 1938–1945
24. August 2006 – 3. Mai 2007 und seit 11. Juni 2009 – 5. Mai 2013
Eine Ausstellung der Berliner Regionalmuseen
Wer waren die Menschen, die in Berlin Zwangsarbeit leisten mussten, woher kamen sie und unter welchen Bedingungen mussten sie leben und arbeiten? Wer waren die Profiteure und wer organisierte und verwaltete den Zwangsarbeitseinsatz? Wie war das Nachkriegsschicksal der Überlebenden? Welche Spuren hinterließ der massenhafte Zwangsarbeitseinsatz im Berliner Stadtraum und in der Erinnerung der Berliner Bevölkerung? Diesen und anderen Fragen geht diese Ausstellung nach, die auf der Grundlage der regionalen Forschungen von elf Regionalmuseen und Einrichtungen 2002 erarbeitet wurde. 2005 ist diese Ausstellung aus aktuellem Anlass erweitert worden um das Thema Zwangsarbeit in den berlin-brandenburgischen Betrieben des Flick-Konzerns.

### Bausteine. Geschichte und Perspektiven des Dokumentationszentrums NS-Zwangsarbeit
24. August 2006 – 27. Januar 2013
Die Ausstellung „Bausteine“ informiert über die Zeit von 1943 bis 1945 im ehemaligen Zwangsarbeiterlagers in Berlin-Schöneweide, das heute noch als Gesamtensemble einzigartig ist. Gebaut vom „Generalbauinspektor für die Reichshauptstadt“ Albert Speer, war es eine von rund 3.000 Sammelunterkünften für Zwangsarbeiter in Berlin. Hier waren italienische Militärinternierte und Zivilarbeiter, weibliche KZ-Häftlinge sowie Zivilarbeiter aus verschiedenen europäischen Nationen untergebracht. Sie mussten in einem der zahlreichen Betriebe des Rüstungszentrums Schöneweide arbeiten. Die Ausstellung dokumentiert zudem die Entstehungsgeschichte des Dokumentationszentrums NS-Zwangsarbeit, das erst durch langjähriges bürgerschaftliches Engagement möglich war, und seine Aufgaben als Ausstellungs-, Archiv- und Lernort. Zu sehen sind Fotografien, Dokumente, Pläne und Originalobjekte.

### Zwangsarbeit und Arisierung. Warnecke & Böhm – Ein Beispiel
27. September 2011 – 27. Januar 2013
Die Firma Warnecke & Böhm – Fabriken für Lacke und Farben hatte ihren Firmensitz in der Goethestraße im Berliner Stadtbezirk Weißensee. Bis 1945 wurde Warnecke & Böhm zu einem der führenden Lieferanten von Schutzanstrichen für die Rüstungsindustrie des Deutschen Reiches. Die Firma beschäftigte zwischen 1939 und 1945 eine große Anzahl von Zwangsarbeitern, darunter in Berlin lebende Juden und ausländische Zivilarbeiter. Zur Geschichte der Zwangsarbeit von Juden bei Warnecke & Böhm gehört auch die „Arisierung“ des Unternehmens und damit das Herausdrängen des Mitinhabers Heinrich Richard Brinn nach 1933. Er wurde später in Berlin zur Zwangsarbeit verpflichtet, deportiert und ermordet.
Im Mittelpunkt der Ausstellung stehen die Personalakten ehemaliger jüdischer Zwangsarbeiter bei Warnecke & Böhm. Dieser Aktenbestand umfasst insgesamt 352 Akten, die seit 1991 im Archiv der Stiftung Neue Synagoge – Centrum Judaicum in Kopie überliefert sind. Erst im Zuge der Ausstellungsvorbereitung ist es gelungen, die bis dahin verschollen geglaubten Originalakten aufzuspüren. Die Personalakten dokumentieren, wie der „Geschlossene Arbeitseinsatz“ jüdischer Zwangsarbeiter durch eine Anzahl behördlicher sowie innerbetrieblicher Stellen im Sinne „ordnungsgemäßen Verwaltungshandelns“ organisiert war. Sie erhalten Stellenzuweisungen, Personalbogen, An- und Abmeldungen bei der Allgemeinen Ortskrankenkasse, Firmenausweise, Stempelkarten, Lohn- und Steuerabrechnungen, Arbeitsunfall-Protokolle, Krankenatteste, Urlaubsgesuche, Freistellungsanträge, aber auch Beschwerden, Einsprüche und Forderungen von Zwangsarbeitern. Angesichts dieses bürokratisch durchorganisierten Systems von Entrechtungen, Drangsalierungen, gesundheitlichen Gefährdungen bis hin zu offener Gewalt dokumentieren die Personalakten auch das Bemühen, den Mut und die Kraft jüdischer Zwangsarbeiter, gegen die Behandlung bei Warnecke & Böhm Einspruch zu erheben und sich insbesondere für den Ermessensspielraum, den die Firma besaß, zu ihren Gunsten einzusetzen.
61 jüdische Zwangsarbeiter der Firma Warnecke & Böhm haben die Zeit der nationalsozialistischen Diktatur überlebt. Die anderen – 306 Menschen – wurden in Konzentrations- und Vernichtungslagern ermordet.

### Frau Zhuk und ihre Enkelin – Fotoausstellung von Roland Stelter
21. September 2010 – 13. November 2011
Die Fotoausstellung wurde von forum bmp und anderen privaten und öffentlichen Förderern ermöglicht.
Vorgestellt werden Maria Zhuk und Yanina Lazarenko. Maria Zhuk wurde 1924 im Dorf Begatsch in der Ukraine geboren und kam im Jahr 1942 als Zwangsarbeiterin nach Deutschland. Sie war unter anderem in den Konzentrationslagern Ravensbrück und Sachsenhausen sowie der Waffenfabrik Silvia. 1945 kehrte sie zurück in die Ukraine, ihre Mutter war bei einem Bombenangriff getötet worden. Ihr Vater, seinerseits 1939–41 im Gulag beging 1945 Selbstmord. Verschiedene Erinnerungen von ihr wurden in sowjetischen und ukrainischen Zeitungen veröffentlicht. Ihre Enkelin Yanina Lazarenko wurde 1976 in Chernigow geboren, war Model in Kiew, studierte Internationale Beziehungen und lebte längere Zeit in Westeuropa, in Moskau, auf der Krim und in Kiew.

### Vergessen. Verdrängt. Versöhnt. Orte der NS-Zwangsarbeit in der Region Dahme-Spreewald
18. Juni 2010 – 11. September 2011
Eine Ausstellung des Vereins Kulturlandschaft Dahme-Spreewald
Die Ausstellung stellte die Zwangsarbeit in der Rüstungsindustrie der Region Dahme-Spreewald vor. Gezeigt wurden Beispiele aus den Henschel Flugzeug-Werken Schönefeld, der AEG und BMAG, die in Wildau Lokomotiven und Torpedos herstellten, der Heinkel AG in Waltersdorf, der Heeresmunitionsanstalt in Töpchin sowie aus städtischen Dienstleistungsbetrieben und privaten Haushalten. Außerdem wurde die Zwangsarbeit der jüdischen Häftlinge im KZ-Außenlager Königs Wusterhausen vorgestellt.

### Riss durchs Leben. Erinnerungen ukrainischer Zwangsarbeiterinnen im Rheinland
11. Juni 2009 – 6. Juni 2010
Eine Ausstellung des Landschaftsverbandes Rheinland
Im Anschluss an ein Besuchsprogramm des Landschaftsverbandes Rheinland im März 2006 für ehemalige Zwangsarbeiterinnen aus der Ukraine ergab sich die Möglichkeit, ein weiteres Projekt auf den Weg zu bringen. Viele der Überlebenden waren nicht mehr reisefähig, aber an einer Kontaktaufnahme sehr interessiert. Das Projekt ermöglichte es, zu ihnen zu reisen, ihre Lebensgeschichten aufzuzeichnen und in einer Wanderausstellung nebst begleitender Publikation und CD-ROM zu dokumentieren. Die Zwangsarbeiterinnen, die in der Ukraine besucht werden konnten, waren als „Ostarbeiterinnen“ Patientinnen in der damaligen Landesfrauenklinik und Hebammenlehranstalt Wuppertal Elberfeld. Vorgestellt werden zehn Lebensgeschichten, die ganz individuelle Schicksale widerspiegeln. Die meisten von ihnen haben die Geburt ihres ersten Kindes unter den Bedingungen der Zwangsarbeit durchmachen müssen, zwei sind Töchter von Zwangsarbeiterinnen, die in Wuppertal zur Welt kamen.

### Im Totaleinsatz. Zwangsarbeit der tschechischen Bevölkerung für das Dritte Reich
29. Mai 2008 – 31. Mai 2009
Die Ausstellung thematisiert im Kontext der NS-Besatzungspolitik die allmähliche Entwicklung der NS-Zwangsarbeit im „Protektorat Böhmen und Mähren“. Sie zeigt die Mobilisierung der tschechischen Bevölkerung bis zur Zwangsrekrutierung ganzer Jahrgänge. Die Ausstellung dokumentiert den Arbeitseinsatz und die Lebensbedingungen der tschechischen Zwangsarbeiter sowie das System von Arbeit und Strafe in den Arbeitserziehungslagern. Auch die Sklavenarbeit der KZ-Häftlinge sowie die spezifische Situation der tschechischen Juden und Roma werden ausführlich dargestellt. Zu sehen sind rund 250 vor allem persönliche Dokumente und Fotografien, die zum Teil erstmals in Deutschland gezeigt werden.
Besonders hervorzuheben sind die einzigartigen Bilder des tschechischen Fotografen Zdeněk Tmej aus den Jahren seiner Zwangsarbeit 1942–1944. Ein Ausstellungskapitel ist speziell der Zwangsarbeit der Tschechen in Berlin gewidmet. Ein Film mit Ausschnitten aus Interviews mit Überlebenden und thematische Erinnerungshefte ergänzen diese Zeugnisse.
Die Ausstellung kann über den Deutsch-Tschechischen Zukunftsfonds ausgeliehen werden.

### Bosch-Konzern. Zwangsarbeit für eine Rüstungsfabrik in Kleinmachnow
31. Januar – 18. Mai 2008
Die Dreilinden-Maschinenbau GmbH Kleinmachnow, eine Tochtergesellschaft des Bosch-Konzerns, setzte während des Zweiten Weltkrieges über 2500 zivile Zwangsarbeiter, Kriegsgefangene sowie KZ-Häftlinge unterschiedlicher Nationalität ein. Die von Angela Martin für das Dokumentationszentrum überarbeitete und von Hanna Sjöberg gestaltete Ausstellung dokumentiert mit zahlreichen Fotografien, Dokumenten, Plänen sowie originalen Exponaten die Entstehungsgeschichte des Unternehmens und den Zwangsarbeitseinsatz. Auf Lesepulten findet sich vertiefendes Material. Zitate aus Interviews mit Überlebenden bilden einen eigenen Erzählstrang aus der Perspektive der Opfer.

### Erinnerung bewahren. Sklaven- und Zwangsarbeiter des Dritten Reiches aus Polen 1939–1945
8. Mai 2007 – 20. Januar 2008
Thema dieser Ausstellung ist die Geschichte der 2,8 bis 3 Millionen polnischen Männer, Frauen und Kinder, die während des Zweiten Weltkrieges zur Arbeit in der deutschen Kriegs- und Landwirtschaft gezwungen wurden. Schautafeln mit Fotos und Dokumenten, Originalobjekten, Biographien sowie ein Film verdeutlichen das Schicksal dieser Menschen.
Die polnische Fassung der Ausstellung wurde von der Stiftung „Polnisch-Deutsche Aussöhnung“ Warschau erarbeitet und seit 2005 in verschiedenen polnischen Städten gezeigt. In Zusammenarbeit mit dem Dokumentationszentrum NS-Zwangsarbeit entstand eine aktualisierte deutsche Fassung, die an weiteren Standorten in Deutschland zu sehen ist. Sie kann über die Stiftung Polnisch-Deutsche Aussöhnung ausgeliehen werden.

## Führungen und Seminare
Der Eintritt zu den Ausstellungen ist frei, auf Anfrage finden kostenlose Führungen und Seminare – auch für Schulklassen – statt. Öffentliche Führungen ohne Anmeldung werden an jedem Samstag und Sonntag um 15 Uhr angeboten. Die Baracke 13 ist nur im Rahmen einer Führung sowie ganztägig am Internationalen Museumstag und am Tag des offenen Denkmals zugänglich. Eine Bibliothek sowie Sammlung und das Archiv sind auf Anfrage zu nutzen.

## Künftige Erinnerungsarbeit
Durch eine Spende der Johanna-Quandt-Stiftung konnten 2015 zwei bisher ungenutzte Baracken ausgebaut werden. Am 12. November 2015 konnten diese mit der Eröffnung an die Öffentlichkeit übergeben werden. In Baracke 5 befinden sich nun Sonderausstellungs-, Veranstaltungs- und Archivräume sowie die Bibliothek. In Baracke 6 wurde eine internationale Jugendbegegnungsstätte eröffnet.